# Gottfried Wegner
Gottfried Wegner (synonym: Georg Finwetter; * 18. März 1644 in Oels; † 14. Juni 1709 in Königsberg i. Pr.) war ein deutscher lutherischer Theologe.

## Leben
Der Sohn des Bürgermeisters in Eberswalde Martin Wegner (1616–3. März 1675) und dessen Frau Marie Hyller hatte eine schulische Ausbildung in Breslau, am Joachimsthalsches Gymnasium und in Thorn absolviert. An der Universität Leipzig und ab 1663 an der Albertus-Universität Königsberg hatte er ein Studium der Theologie und philosophischen Wissenschaften absolviert. In Königsberg hatte er am 30. September 1666 den akademischen Grad eines Magisters der Philosophie erworben. 1668 wurde er Archidiakon und Rektor der Schule in Neustadt Eberswalde. 1674 übernahm er an der Nikolaikirche in Frankfurt (Oder) ein Diakonat und 1675 an der dortigen Marienkirche. Zudem hielt er ab 1676 Vorlesungen an der Brandenburgischen Universität Frankfurt.
Am 12. Juli 1694 hatte er an der Friedrichs-Universität Halle zum Doktor der Theologie promoviert, übernahm 1695 eine außerordentliche Professur an der theologischen Fakultät der Universität Königsberg und war damit verbunden zweiter Hofprediger. 1697 wurde er ordentlicher dritter Professor und stieg 1703 zum zweiten ordentlichen Professor auf. 1709 wurde er zum ersten ordentlichen Professor befördert, damit verbunden wurde er zum Oberhofprediger und zum Assessor am samländischen Konsistorium ernannt. Bevor er diese Ämter antreten konnte, verstarb er. Wegner, der auch im Wintersemester 1706/07 als Prorektor der Albertina amtiert hatte, war Mitglied der Kurfürstlich-Brandenburgische Societät der Wissenschaften.
Als Theologe lehnte er sich eng an die Lutherische Orthodoxie an. Zudem hat er als Schriftsteller eine ungemein fruchtbare Tätigkeit entfaltet und mehr als einhundertfünfzig Schriften drucken lassen. Neben vielen theologischen Themen berührt er unter anderem in seinen Werken auch Fragen zur Mathematik. Vor allem hat er sich als Kirchenlieddichter einen Namen gemacht und betrieb eine Druckerei, die er für seinen taubstummen Sohn Gottlieb in Landsberg (Warthe) erworben hatte.
Aus seiner am 30. September 1669 geschlossenen Ehe mit Sophie Katharina, Tochter des Arrendators in Angerau Arnold Bredelow, stammen Kinder. Von seinen acht Kindern starben fünf Kinder vor dem Vater. Bekannt sind die Söhne Gottlieb Wegner und Gottfried Wegner, Dorothea Magaretha Wegner († 1672) und eine Tochter NN. heiratete 1705 den Erzpriester in Rastenburg M. Friedrich Seuberlich.

## Werke (Auswahl)
- Sciagraphia Geographiae mathematicae. Mensenius, Königsberg 1666. (Digitalisat)
- Geistliche Parodien. 2 Teile. Schultze, Cölln an der Spree 1668. (Digitalisat)
- Vetus Calendarium Romanum. Schultze, Cölln 1671. (vierdter Theil  ale-sammlungen.de/de/view/bsb10254561?page=,1 Digitalisat)
- Geistlicher Oden Psalmen und Lieder Erster – vierdter Theil. Schultze, Cölln an der Spree 1674. (Digitalisat)
- Isagoge ad Wasmuthi Grammaticam Hebraicam. Königsberg 1678.
- Specimen hierolexici commentariique philologico-theologici in N. Testamentum Graecum, novi quidem, sed et plenioris et nusquam antea hac methodo editi. Frankfurt (Oder) 1679, 1690. (Digitalisat)
- Biblidion de bibliothecis per societatem augendis. Königsberg 1686. (Digitalisat)
- Isagogen ad Theologiam positivam acroamaticam B. Jo. Frid. Koenigii, qua iuxta ductum ipsius veritas Religionis Christiaanae per quaestiones breviter proponitur, et controversiae potiores strictim expediuntur. Wittenberg 1699.
- Annotata in Matthaeum, historiam infantiae, baptismi, tentationis et concionis Jesu Christi in monte habitae, illustrantia. Königsberg 1699, Leipzig 1705.
- Enantiophaniae in libris symbolicis Lutheranis occurentes conciliatae.
- Concionum miscellan. Band 1, Frankfurt 1699.
- Deutsche Lieder und Gedichte. 1700.
- Observationibus ad Lutheri versionem Bibliorum Germanicam. o. O. 1701.
- Epitome bibliorum. Frankfurt 1700 und 1708.
- Theoria controversiarum praecipuarum neotericarum. Elbing 1701.
- Χειςαγωγία ad studium historiae ecclesiasticae. Königsberg 1706.
- De rethoicae usu in ecclesia magnaque inter civilem et ecclesiasticam convenienta et differentia. Königsberg 1706.